# Puerto de la Luna
El Puerto de la Luna es el nombre popular otorgado a la ciudad portuaria de Burdeos desde la Edad Media, por la forma de cruasán que presenta el meandro del estuario marítimo formado por el río Garona, a su paso por la ciudad. Esta forma creciente de la Luna se encuentra reflejada en el escudo de la ciudad, desde Ricardo Corazón de León, y en el pequeño escudo desde el siglo XVIII.
En junio de 2007 el centro histórico de Burdeos y el Puerto de la Luna fueron inscritos en la lista del Patrimonio de la Humanidad por la Unesco.
Según la Unesco: 

El puerto de la Luna, ciudad portuaria de Burdeos en el suroeste de Francia, está inscrito como una ciudad histórica habitada, un conjunto urbano y arquitectónico sobresaliente, creado en la época de la Ilustración, cuyos valores se mantuvieron hasta la primera mitad del siglo XX, con más edificios protegidos que ninguna otra ciudad francesa excepto París. Se le reconoce igualmente por su papel histórico como lugar de intercambio de valores culturales durante más de 2.000 años, particularmente desde el siglo XII debido a sus enlaces comerciales con Gran Bretaña y los Países Bajos. Los planes urbanos y conjuntos arquitectónicos de principios del siglo XVIII en adelante colocan a la ciudad como un ejemplo destacado de tendencias clásicas y neoclásicas innovadoras y le dan una excepcional unidad y coherencia urbana y arquitectónica. Su forma urbana representa el triunfo de los filósofos que deseaban hacer ciudades que fueran crisoles de humanismo, universalidad y cultura.

## Heráldica

Escudo de Burdeos.
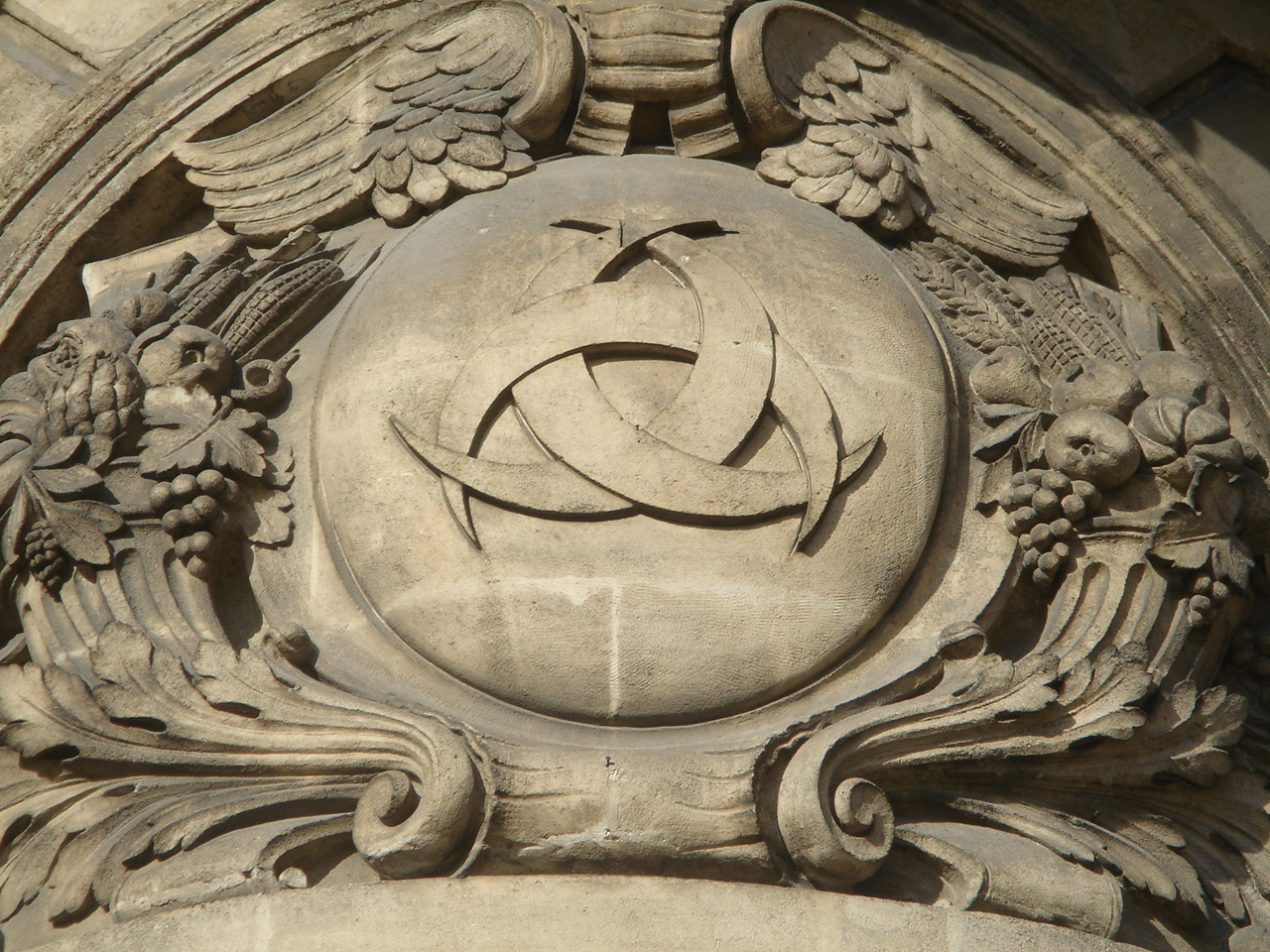
El pequeño escudo, símbolo de la ciudad.

## Representación en pintura

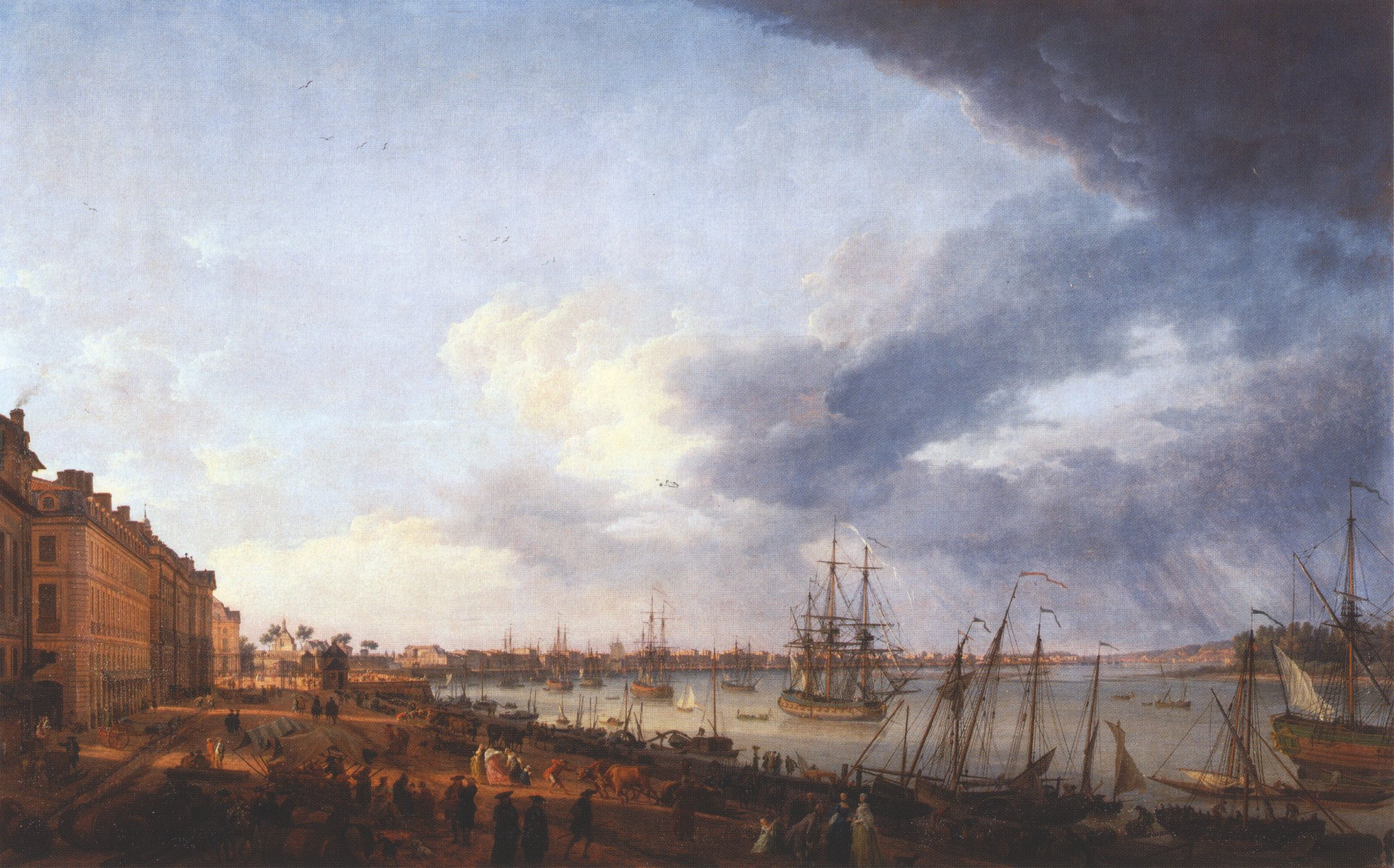
Joseph Vernet: Primera imagen del puerto de Burdeos: prise du côté des Salinières, 1758, Musée national de la Marine
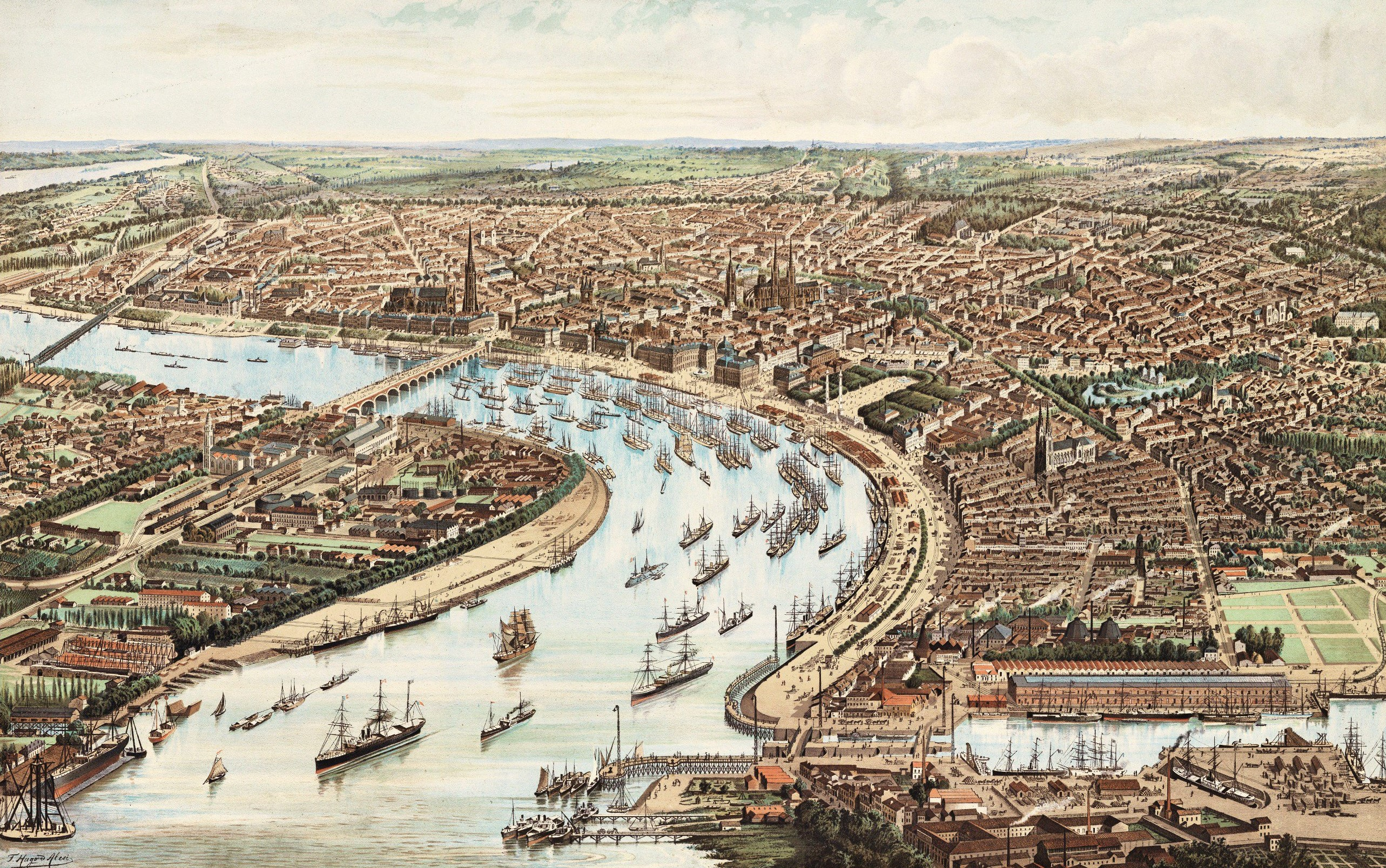
Vista caballera de Burdeos en 1899, Archives de Bordeaux métropole.

## Fachadas de los muelles

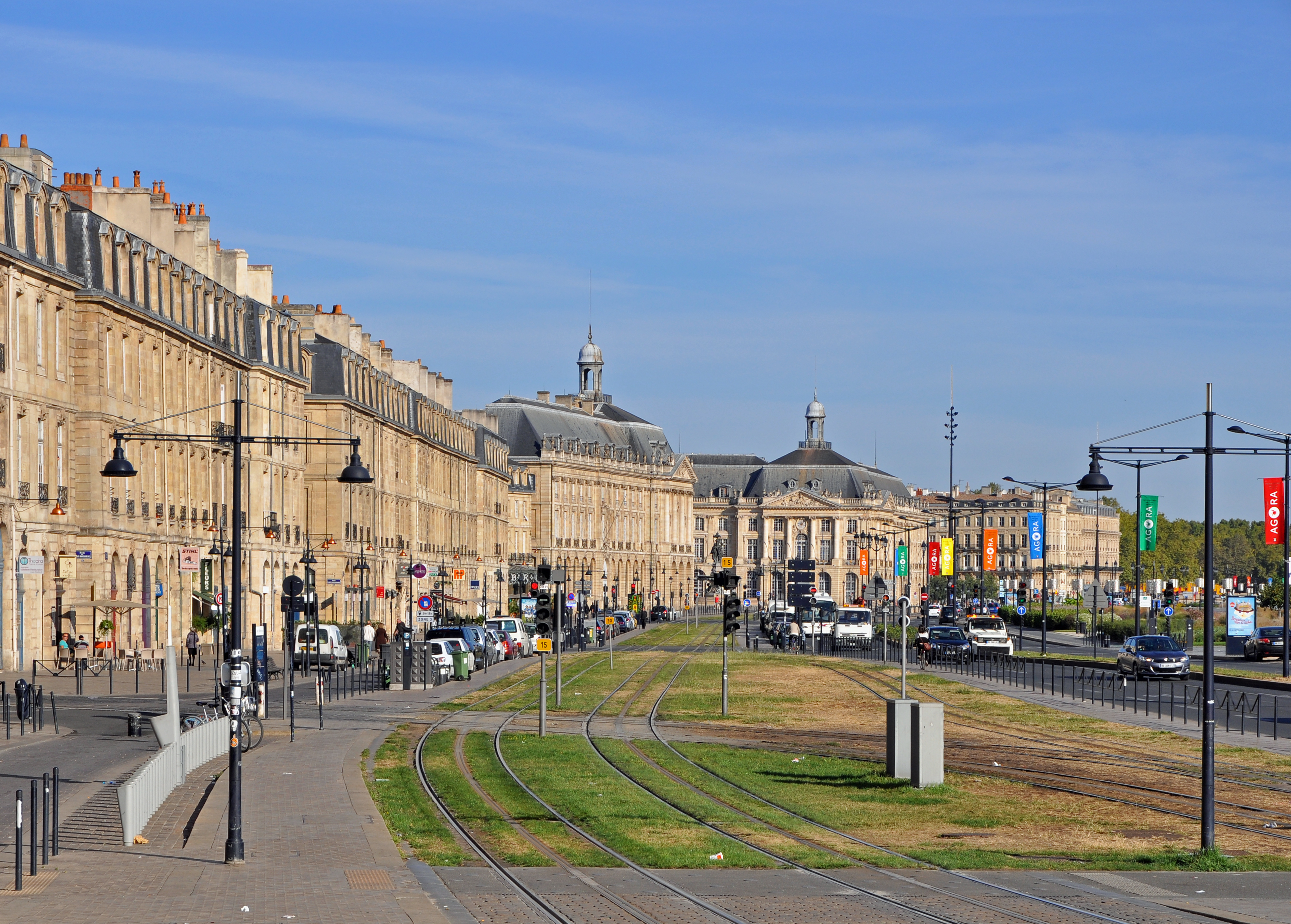
Fachadas programadas del muelle Richelieu.
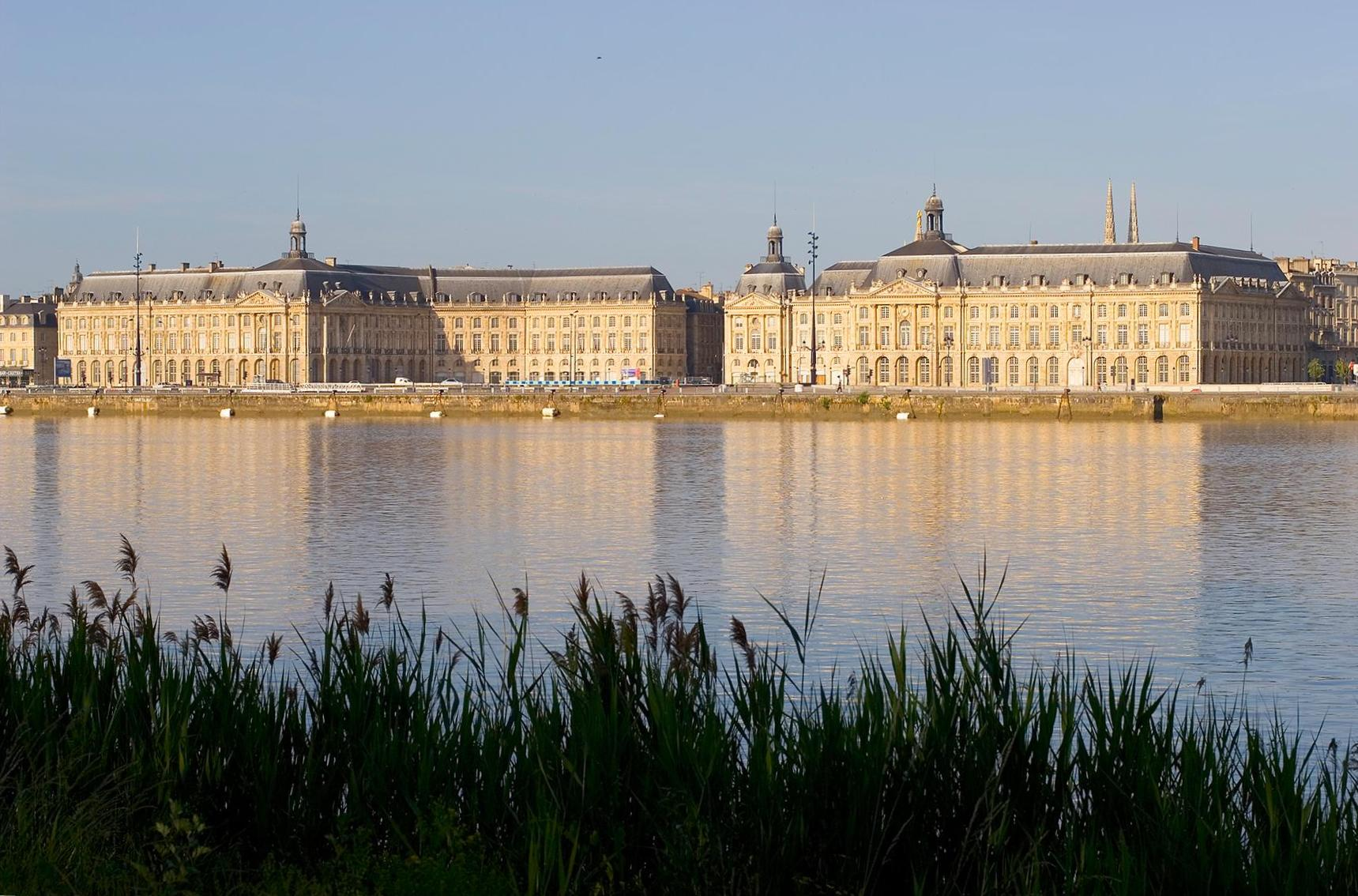
Plaza de la Bolsa.
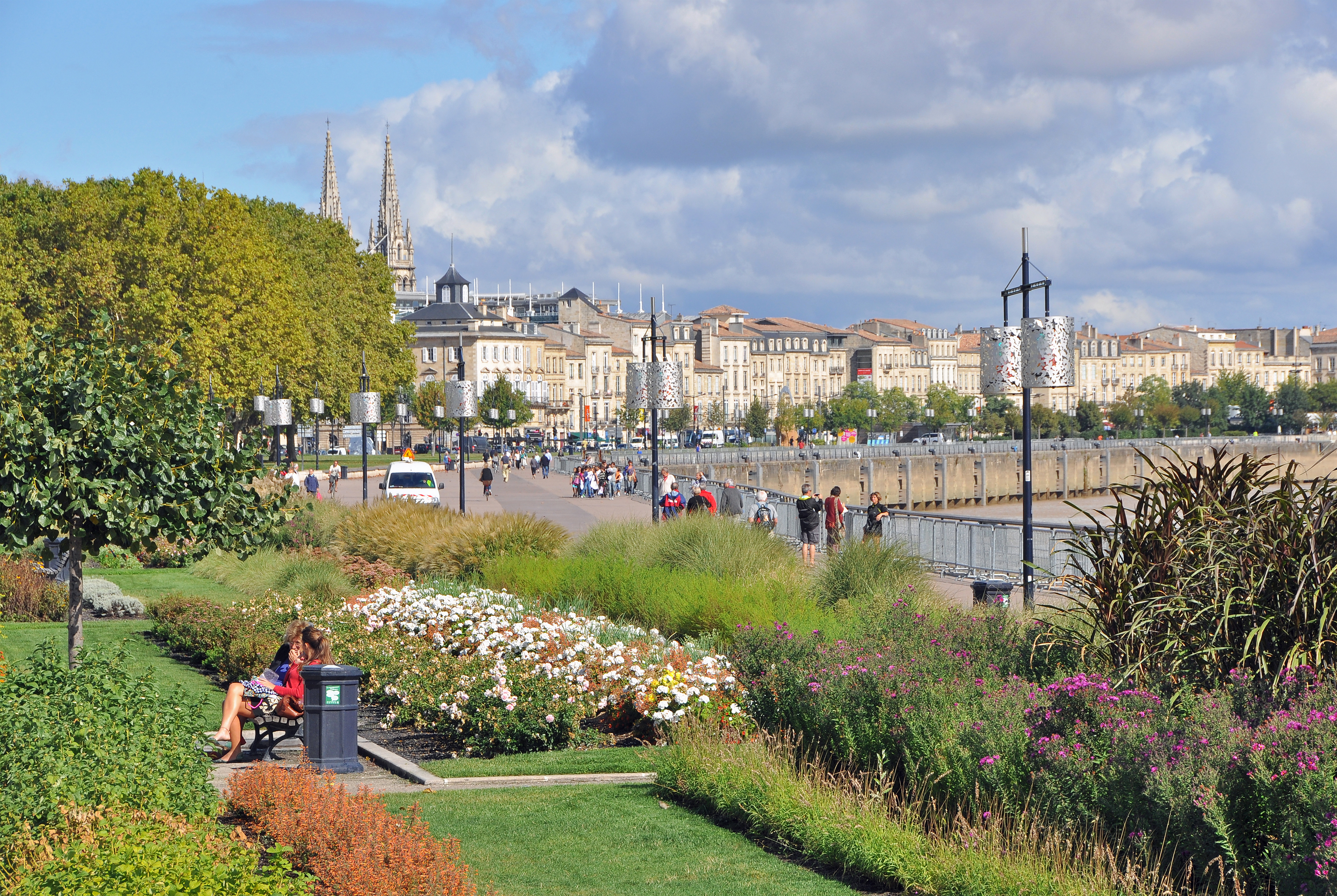
Muelle Louis XVIII et Muelle des Chartrons.